# Marc Bernard
Marc Bernard (født 6. september 1900 i Nîmes, død 15. november 1983 i Nîmes) var en fransk forfatter, der i 1942 fik Goncourtprisen for romanen Pareil à des enfants.

## Udgivelser
- 1929 - Zig-zag
- 1931 - Au secours
- 1934 - Anny
- 1936 - Rencontres
- 1939 - La Conquête de la Méditerranée
- 1939 - Les Exilés
- 1941 -  Pareils à des enfants
- 1945 - Vert-et-argent
- 1946 - Les Voix
- 1949 - La Cendre
- 1950 - Une Journée toute simple
- 1953 -  Vacances
- 1955 - Salut, camarades
- 1957 - La Bonne humeur
- 1961 - Le Carafon
- 1964 - Sarcellopolis
- 1970 -  Mayorquinas
- 1972 - La Mort de la bien-aimée
- 1976 - Au-delà de l'absence
- 1977 - Les Marionnettes
- 1979 - Tout est bien ainsi
- 1984 - Au fil des jours